# 禮訟
禮訟（韓語：예송）即禮訟論爭（예송논쟁），指的是朝鮮王朝歷史上禮儀相關的論爭。朝鮮王朝歷史上曾發生先後過兩次禮訟，每一次禮訟都成為朋黨鬥爭的工具。

## 第1次礼訟（己亥礼訟）
第一次禮訟是發生在1659年的己亥禮訟，圍繞朝鮮孝宗繼母莊烈王后趙氏應該如何為朝鮮孝宗服喪之事展開，此次禮訟以西人黨勝利、南人黨落敗告終。

## 第2次礼訟（甲寅礼訟）
第二次禮訟是發生在1674年的甲寅禮訟，此次禮訟以南人黨勝利、西人黨落敗告終。